# Le Tréport

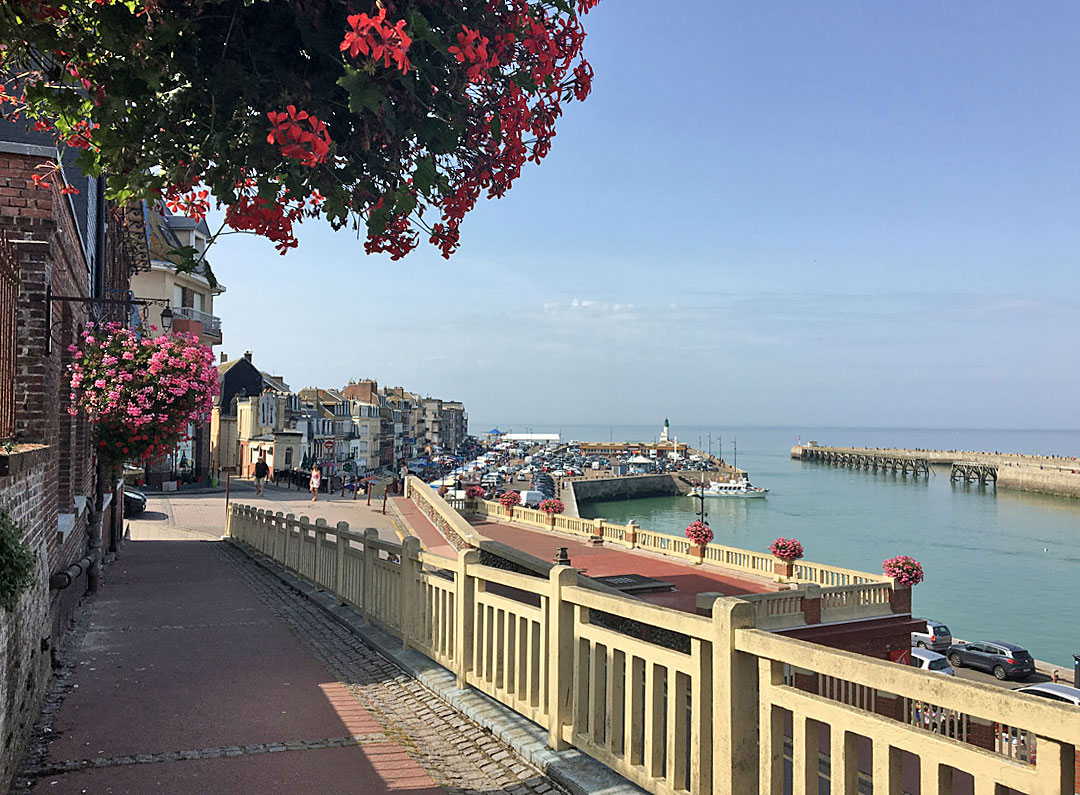
Le Tréport, 2017

Le Tréport is een gemeente in het Franse departement Seine-Maritime (regio Normandië) en telt 4895 inwoners (2016). De plaats maakt deel uit van het arrondissement Dieppe.

## Geografie
De oppervlakte van Le Tréport bedraagt 6,8 km², de bevolkingsdichtheid is 841,0 inwoners per km².
Het stadje heeft een natuurlijke haven in de monding van de Bresle midden in de Franse krijtkust en vormt met het nabijgelegen Eu een tweelingplaats.

## Verkeer en vervoer
In de gemeente ligt spoorwegstation Le Tréport-Mers.
De onderstaande kaart toont de ligging van Le Tréport met de belangrijkste infrastructuur en aangrenzende gemeenten.

## Kabelspoorweg
In 1872 werd de spoorweg geopend die Le Treport en Mers-les-Bains verbond met Parijs. Maar de toeristische ontwikkeling van beide plaatsen bleef achter bij die van andere plaatsen aan de Albastenkust.
Een van de minpunten van Le Treport is dat de voor toeristen aantrekkelijke kuststrook maar smal is. De rest van de plaats ligt ruim 100 meter hoger op de krijtrotsen. In 1880 werd het eerste voorstel gedaan om een kabelspoorweg te bouwen, die de benedenstad met de hoger gelegen delen zou verbinden. Dit stuitte op weerstand. Pas in 1907 werd begonnen met de aanleg van de kabelspoorweg, die op 1 juli 1908 werd geopend. De bouwstijl van het bovenstation in staal en baksteen deed denken aan de stations Javel en Grenelle in Parijs. Houten wagons bewogen met behulp van kabels omhoog en omlaag.
De eerste jaren was het project een succes, maar als gevolg van de Eerste Wereldoorlog en de daarop volgende beurskrach van 1929 werd de exploitatie steeds minder winstgevend. In 1941 werd door de Duitse bezetter een langeafstandskanon op het bovenstation geïnstalleerd, en dat betekende het einde van de exploitatie.
Tussen 1958 en 1982 werd de verbinding uitgevoerd door een kabelbaan met gondels. Dit was zowel technisch als financieel een mislukking.
In de periode 2005-2006 is het project totaal gerenoveerd. De nieuw gebouwde onder- en bovenstations zijn verbonden door een automatisch werkend systeem, met vier cabines die over de hellende baan voortbewegen. Het gebruik is gratis.

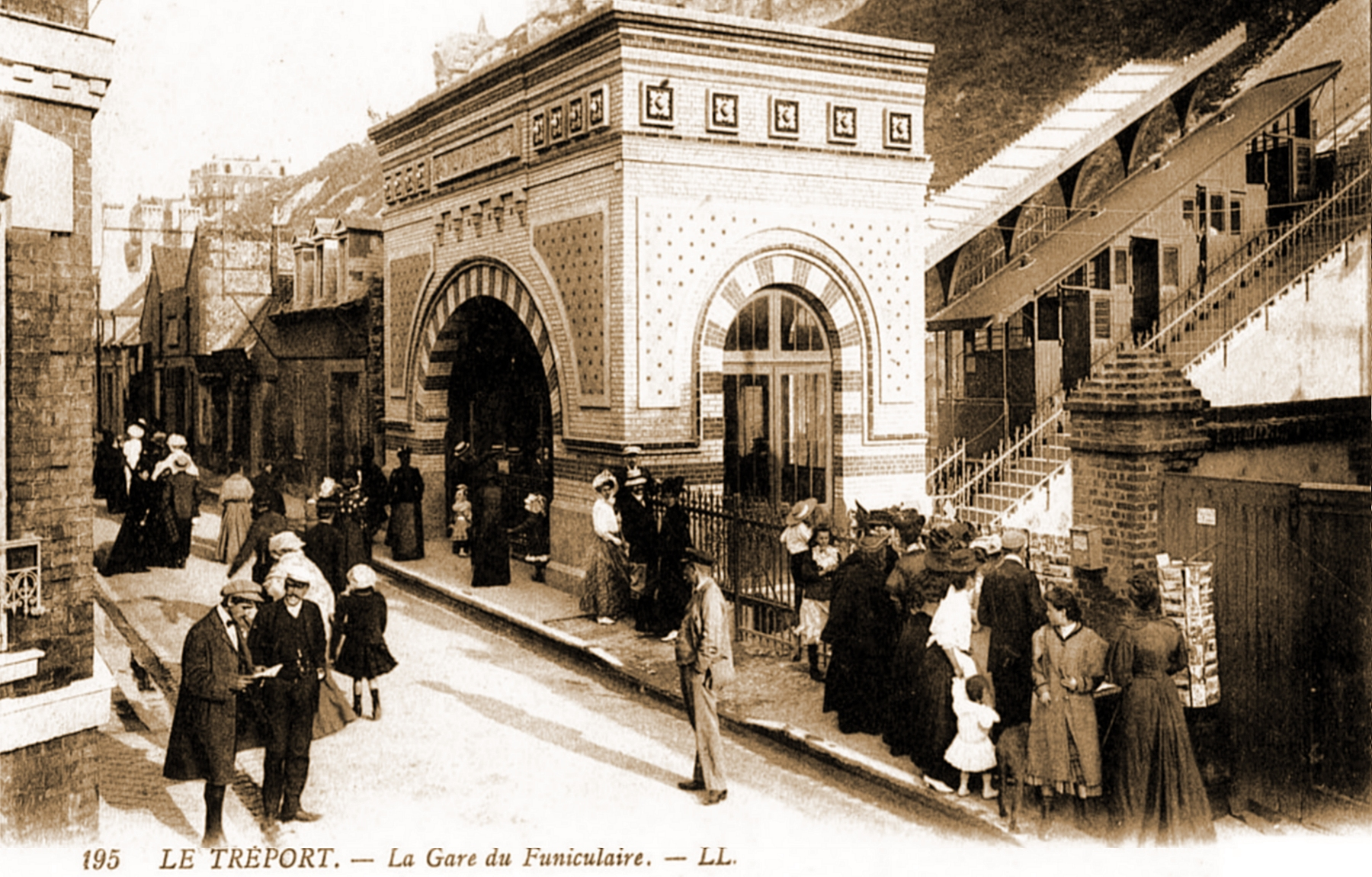
Benedenstation, 1910
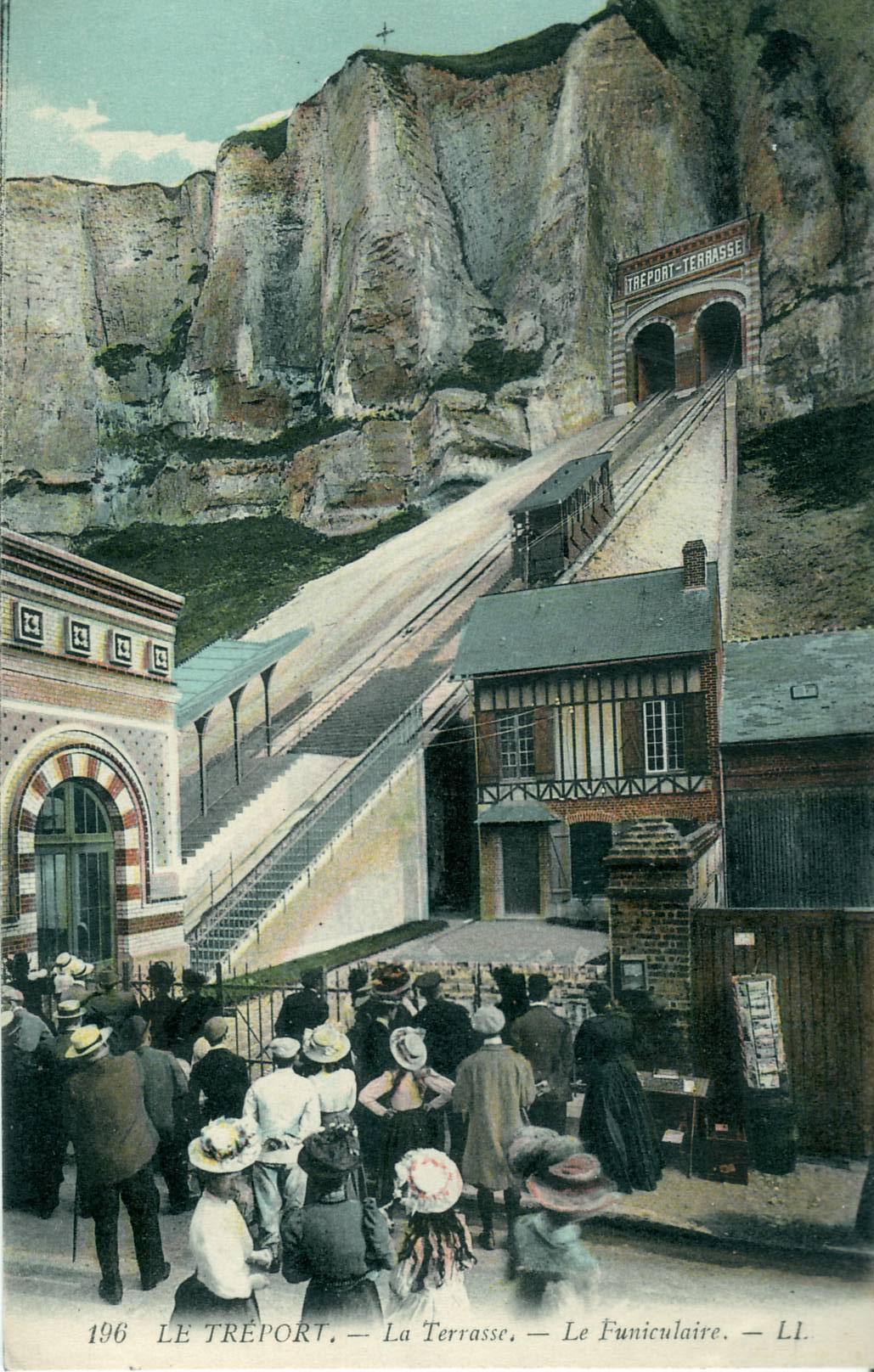
Le Tréport - La Terrasse
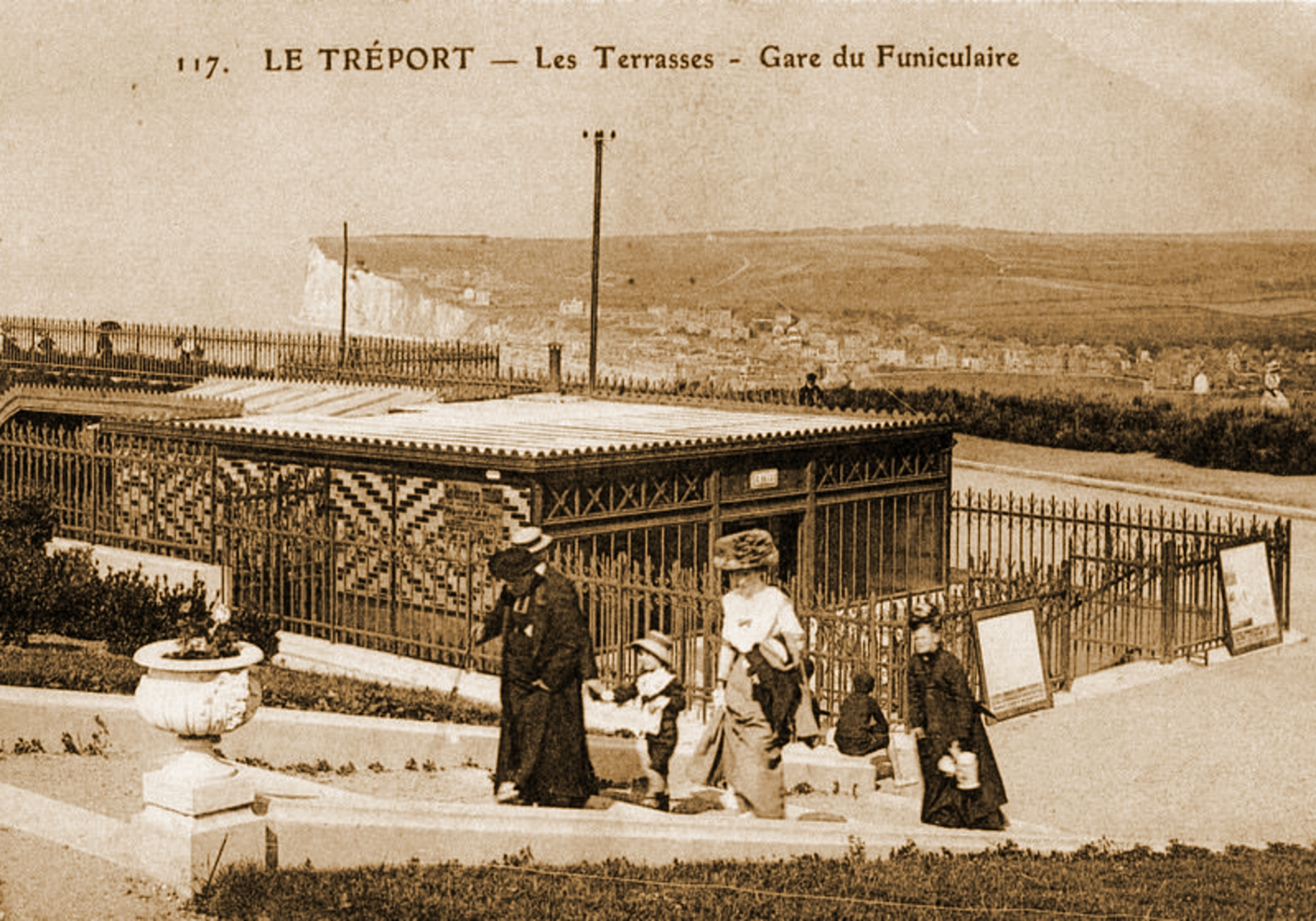
Bovenstation, 1911
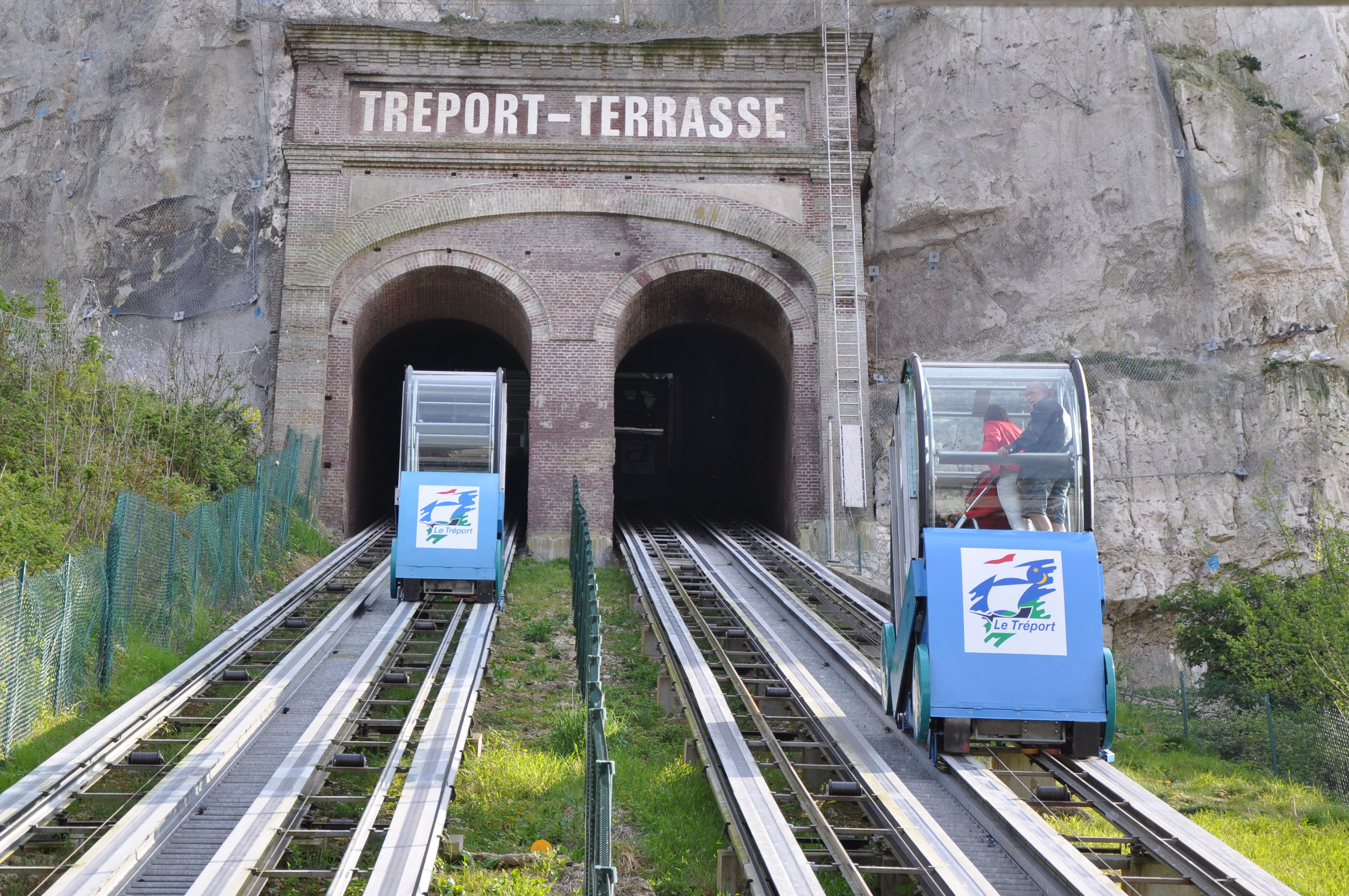
Kabelspoorweg van Le Tréport, 2014
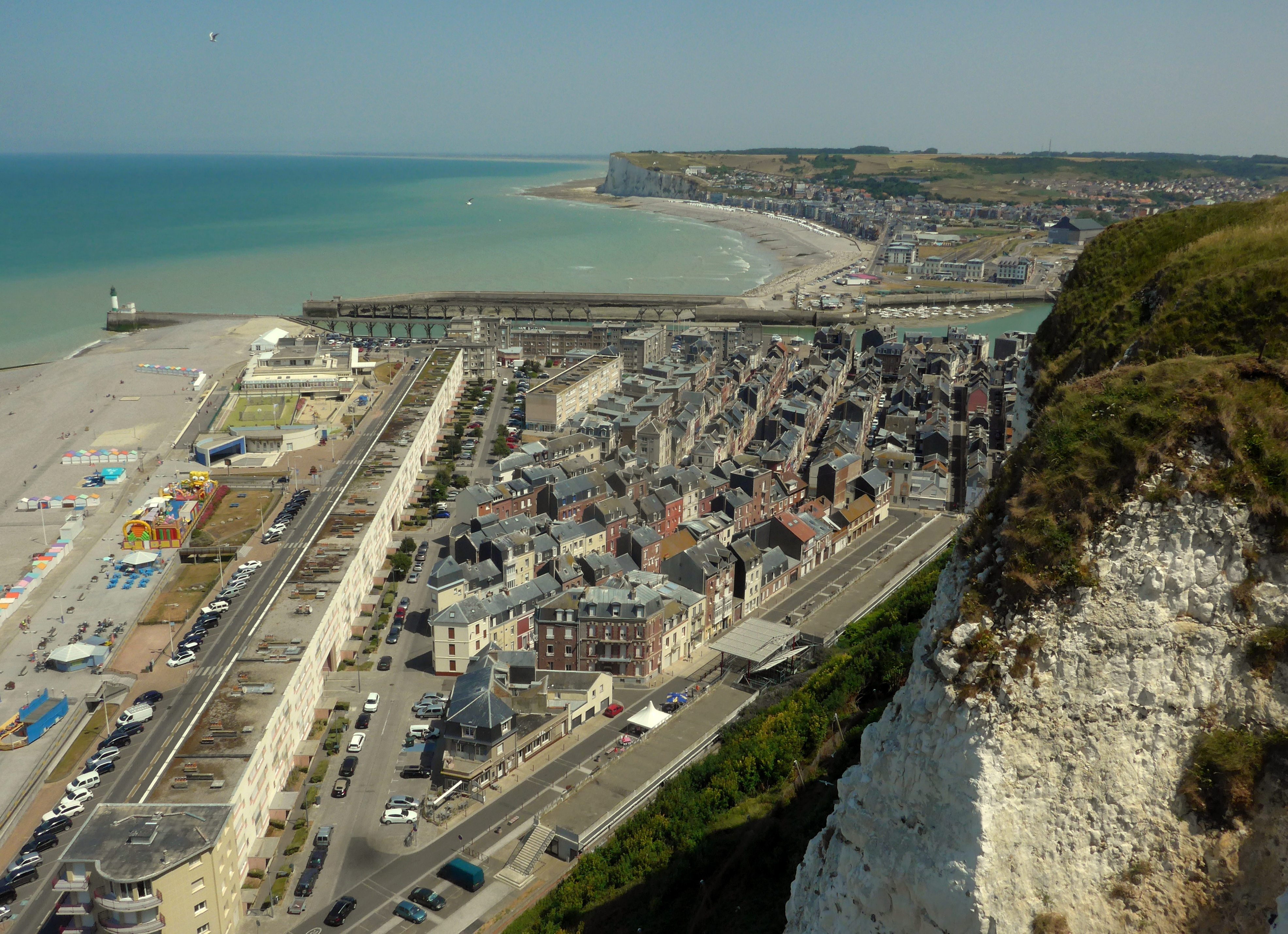
Le Treport, vanaf het bovenstation, 2019

## Britse militaire begraafplaatsen
Op het grondgebied van de gemeente bevinden zich twee Britse militaire begraafplaatsen: Le Treport Military Cemetery en Mont Huon Military Cemetery.

## Demografie
Onderstaande figuur toont het verloop van het inwonertal (bron: INSEE-tellingen).